# Sarah Wijnants
Sarah Wijnants (* 13. Oktober 1999) ist eine belgische Fußballnationalspielerin. Sie spielt seit 2017 beim RSC Anderlecht. Mit Anderlecht und zuvor Standard Lüttich gewann sie insgesamt siebenmal die belgische Meisterschaft.

## Karriere

### Vereine
Wijnants spielte für NS Tervuren und Standard Lüttich ab 2017 für RSC Anderlecht in der belgischen Super League. Mit Lüttich nahm sie an der UEFA Women’s Champions League 2015/16 teil. Im Sechzehntelfinale wurde sie bei der 0:6-Rückspielniederlage gegen den 1. FFC Frankfurt für 25 Minuten eingewechselt. Ein Jahr später mussten sie in die Qualifikation und kamen dort zu einem Sieg, einem Remis und einer Niederlage, wodurch sie als Gruppenzweite die K.-o.-Runde verpassten. Wijnants wurde in den drei Spielen beim Turnier in Kroatien eingesetzt. Mit Anderlecht nahm sie an der Qualifikation zur UEFA Women’s Champions League 2018/19 teil. Bei gleicher Punktzahl wie Glasgow City FC und Górnik Łęczna belegten sie wegen eines mehr kassierten Tores hinter Glasgow City FC den zweiten Platz und verpassten damit die K.-o.-Runde. Ein Jahr später hatten sie beim Qualifikationsturnier zur UEFA Women’s Champions League 2019/20 Heimrecht und konnten sich mit drei Siegen, u. a. gegen den norwegischen Meister Lillestrøm SK Kvinner, wobei sie ihr erstes CL-Tor erzielte, für das Sechzehntelfinale qualifizieren. Hier schieden sie nach einem 1:1 im Heimspiel durch eine 0:2-Niederlage gegen den kasachischen Meister BIIK Kazygurt aus, bei dem sie nicht eingesetzt wurde. 2020 konnten sie in der ersten Qualifikationsrunde daheim den nordirischen Meister Linfield FC mit 8:0 bezwingen, wozu sie zwei Tore beitrug, verloren aber daheim in der zweiten Runde mit 1:2 gegen Benfica Lissabon. In der Qualifikation für die UEFA Women’s Champions League 2021/22 gewannen sie im Halbfinale der ersten Runde gegen den armenischen Vertreter Hayasa mit 3:0. Das Finalspiel der ersten Runde verloren sie aber mit 0:1 gegen ŽNK Osijek.

### Nationalmannschaft
Wijnants durchlief ab 2014 die belgischen Juniorinnen-Mannschaften von der U-15 bis zur U-19. Mit der U-17 nahm sie im Oktober 2014 in Lettland an der ersten Qualifikationsrunde zur U-17-EM 2015 teil. Die Belgierinnen wurden mit drei Siegen und 10:0 Toren, wozu sie das erste beitrug, Gruppensiegerinnen. In der zweiten Runde im März 2015 konnten sie zwar gegen Rumänien und Gastgeber Russland gewinnen, durch eine 0:4-Niederlage gegen Spanien verpassten sie aber die Endrunde. Beim nächsten Anlauf im Oktober hatten sie Heimrecht und konnten mit drei Siegen die zweite Runde erreichen. Bei dieser endete mit drei Niederlagen im März 2016 ihre Zeit in der U-17.
Im Oktober 2016 nahm sie mit der U-19 an der ersten Qualifikationsrunde zur U-19-EM 2017 teil. Beim Turnier in Belarus blieben sie ohne Punktverlust und erreichten die zweite Runde. Diese fand im Mai 2017 in Ungarn statt, wo sie zwar gegen die Gastgeberinnen und Russland gewonnen, aber mal wieder an Spanien scheiterten. Der nächste Anlauf im Oktober verlief mit zwei Siegen und einer Niederlage zwar erfolgreich, die zweite Runde im April 2018 fand dann aber ohne sie statt, da sie zu der Zeit schon zum Kader der A-Nationalmannschaft gehörte.
Denn bereits am 19. Januar 2017 spielte sie erstmals für die A-Nationalmannschaft. Gegner beim 2:1-Sieg, bei dem sie in der 80. Minute eingewechselt wurde, war aber die französische U-23-Mannschaft. Im März 2017 folgten drei Einsätze beim Zypern-Cup. Dabei wurde sie im ersten Spiel gegen die Schweiz in der 61. Minute ein- und in der Schlussminute ausgewechselt. In den beiden anderen Gruppenspielen hatte sie weitere Kurzeinsätze, das Spiel um Platz 7 sah sie nur von der Bank. Für die EM 2017, das erste große Turnier für die Belgierinnen, wurde sie vorläufig nominiert, dann aber aus dem endgültigen Kader gestrichen. Erst beim Zypern-Cup 2018 kam sie zu ihrem fünften A-Länderspiel und stand im ersten Gruppenspiel gegen Tschechien erstmals in der Startelf, wurde aber nach 67 Minuten ausgewechselt. Im Spiel um Platz 5 gegen Südafrika spielte sie dann erstmals über 90 Minuten. Aber auch danach wurde sie nur unregelmäßig eingesetzt. In der Qualifikation für die EM 2022 saß sie fünfmal nur auf der Bank und beim Algarve-Cup 2020 hatte sie bei zwei Einsätzen insgesamt 20 Spielminuten.
In den ersten sechs Spielen der Qualifikation für die WM 2023 wurde fünfmal eingesetzt. Beim 19:0-Rekordsieg am 25. November 2021 gegen Armeninien erzielte sie ihr erstes Tor für die Red Flames. Der Sieg war nicht nur der höchste Sieg der Belgierinnen, sondern auch für fünf Tage der höchste Sieg einer europäischen Frauen-Nationalmannschaft, denn am 30. November gewannen die Engländerinnen mit 20:0 gegen Lettland.
Für die Endrunde der EM  wurde sie nominiert, aber nicht eingesetzt. Nach der EM wurde sie im entscheidenden Spiel der Qualifikation für die WM 2023 gegen Norwegen um den Gruppensieg eingesetzt, das mit 0:1 verloren wurde. Die Belgierinnen konnten sich dann zwar noch für die Play-offs der Gruppenzweiten qualifizieren, scheiterten in der ersten Play-off-Runde aber durch eine 1:2-Niederlage gegen Portugal, bei der sie nicht eingesetzt wurde.
Da erstmals das Abschneiden bei der WM für die europäischen Teams nicht entscheidend für die Qualifikation zu den Olympischen Spielen 2024 war, hatten die Belgierinnen noch die Chance sich über die UEFA Women’s Nations League 2023/24 für die Spiele in Paris zu qualifizieren. Die Belgierinnen konnten zwar das erste Spiel daheim gegen Ex-Europameister Niederlande und später auch das Heimspiel gegen Europameister England gewinnen, gegen Schottland gab es aber nur Remis und die Auswärtsspiele gegen die Niederlande und England wurden verloren. Damit verpassten sie als Gruppendritte nicht nur das Final Four Turnier, bei dem um zwei Olympiatickets gespielt wurde, sondern mussten auch in die Relegation. Hier setzten sie sich aber mit zwei 5:1-Siegen gegen Ungarn durch, so dass sie in Liga A bleiben. Sarah kam in fünf Gruppenspielen zum Einsatz.
In der für die Belgierinnen letztlich doch erfolgreich verlaufenen Qualifikation für die EM 2025 kam sie in drei der sechs Gruppenspiele zum Einsatz.
Am 11. Juni wurde sie für den EM-Kader nominiert. Sie  wurde lediglich im ersten Gruppenspiel eingewechselt und schied mit der Mannschaft als Gruppendritte nach der Vorrunde aus.

## Erfolge
- Belgischer Meister 2016, 2017 (mit Standard Lüttich), 2018, 2019, 2020, 2021, 2022, 2023 und 2024 (mit Anderlecht)
- Belgische Pokalsiegerin 2022  (mit Anderlecht)

## Auszeichnungen
- Gewinnerin des Sparkles in der Kategorie Espoir: 2018